# Гуннар Ватнгамар
Гуннар Ватнгамар (фар. Gunnar Vatnhamar; нар. 29 березня 1995, Лейрвік) — фарерський футболіст, півзахисник клубу «Вікінгур» (Рейк'явік) та національної збірної Фарерських островів.
Старший брат Гуннара Сольві також футболіст.

## Клубна кар'єра
Вихованець клубу «Вікінгур» (Гета), Гуннар дебютував у другій команді в 2012 році. Відіграв за «Вікінгур» II (Гета) 62 матчі в яких відзначився чотирма голами.
До основного складу клубу «Вікінгур» (Гета) приєднався 2013 року. Відіграв за фарерську команду 208 матчів в національному чемпіонаті.
У квітні 2023 року «Вікінгур» (Рейк'явік) оголосив, що домовився про підписання контракту з Гуннаром. Наразі Ватнгамар захищає кольори клубу «Вікінгур» (Рейк'явік).

## Виступи за збірні
У 2015 році провів одну гру в складі молодіжної збірної Фарерських островів.
У 2018 році дебютував в офіційних матчах у складі національної збірної Фарерських островів.

### Голи в складі збірної
| No. | Дата              | Арена                                    | Суперник | Рахунок | Результат | Турнір                               |
| --- | ----------------- | ---------------------------------------- | -------- | ------- | --------- | ------------------------------------ |
| 1   | 11 листопада 2020 | Стадіон ЛФФ, Вільнюс, Литва              | Литва    | 1–2     | 1–2       | Товариський                          |
| 2   | 14 листопада 2020 | Даугава, Рига, Латвія                    | Латвія   | 1–1     | 1–1       | Ліга націй УЄФА 2020—2021 (Ліга D)   |
| 3   | 22 березня 2025   | Малшовічка Арена, Градець-Кралове, Чехія | Чехія    | 1–1     | 1–2       | Кваліфікація на чемпіонат світу 2026 |

## Титули і досягнення
«Вікінгур» (Гета)
- Чемпіон Фарерських островів (2): 2016, 2017
- Володар Кубка Фарерських островів (2): 2014, 2015
- Володар Суперкубка Фарерських островів (5): 2014, 2015, 2016, 2017, 2018

«Вікінгур» (Рейк'явік)
- Чемпіон Ісландії (1): 2023
- Володар Кубка Ісландії (1): 2023
- Володар Суперкубка Ісландії (1): 2024